# Felicitas Bauer
Felicitas Bauer (* 2. März 1998 in München) ist eine deutsche Synchronsprecherin.

## Leben
Felicitas Bauer ist seit 2008 als Synchronsprecherin tätig. Sie wurde von 2015 bis 2018 an der Stage School Hamburg zur Schauspielerin ausgebildet und hatte mehrere kleinere Einsätze in Film und Theater. Sie lieh bereits mehr als 50 Charakteren aus Film und Fernsehen ihre Stimme.

## Synchronrollen (Auswahl)

### Filme
- 2010: Whistleblower – In gefährlicher Mission: Rosabell Laurenti Sellers als „Erin“
- 2011: Spooky Buddies – Der Fluch des Hallowuff-Hunds: Sierra McCormick als „Alice“
- 2014: Albert aus Versehen: China Anne McClain als „Gabby Harrison“
- 2021: Geheimes Magieaufsichtsamt als „Agentin Stiefschwester“ (Animationsfilm)

### Serien
- 2009–2012: Zeke und Luther: Ryan Newman als „Ginger Falcone“
- 2011–2014: A.N.T.: Achtung Natur-Talente: China Anne McClain als „Chyna Parks“
- 2014–2016: Gortimer Gibbon – Mein Leben in der Normal Street: Chandler Kinney als „Catherine Dillman“
- 2020–2022: Bridgerton: Ruby Stokes als „Francesca Bridgerton“
- 2022: Nicht meine Schuld: Mexiko: Leidi Gutiérrez als „Dani“